# Oreomyrrhis orizabae
Oreomyrrhis orizabae là một loài thực vật có hoa trong họ Hoa tán. Loài này được I.M. Johnst. mô tả khoa học đầu tiên năm 1938.